# Tanybelus aeneiceps
Genre
Espèce
Tanybelus aeneiceps, unique représentant du genre Tanybelus, est une espèce d'araignées aranéomorphes de la famille des Salticidae.

## Distribution
Cette espèce se rencontre au Venezuela, en Colombie et au Brésil.

## Description
Le mâle holotype mesure 4 mm.

## Publication originale
- Simon, 1902 : « Description d'arachnides nouveaux de la famille des Salticidae (Attidae) (suite). » Annales de la Société Entomologique de Belgique, vol. 46, p. 24-56 & 363-406 (texte intégral).